# Le armate del Papa
Le armate del Papa (The Pope's Armada) è un'inchiesta giornalistica scritta da Gordon Urquhart, ex dirigente Focolarino. Nel libro testimonianze personali dell'autore si intrecciano al resoconto di episodi storici, a testimonianze di vari membri dei Focolari, Neocatecumenali e di Comunione e Liberazione, alle dichiarazioni dei capi carismatici di ciascuna setta e agli scontri  con la teologia cattolica più favorevole alla prevalenza del ruolo episcopale.
Il libro è stato tradotto in italiano, francese, tedesco, portoghese. È stato materia di successivi studi di letteratura sui rapporti tra religioni e società.